# 2010년 한국바둑리그
2010년 한국바둑리그는 2010년 5월 5일부터 2011년 1월 23일까지 열린 한국바둑리그의 일곱번째 시즌이다. 국민은행이 대회 후원을 했으며 신안 천일염이 포스트시즌에서 하이트진로, 충북 & 건국우유, 한게임을 상대로 차례대로 승리를 거둬 우승을 차지하였다. 챔피언결정전은 사상 처음으로 국립중앙박물관에 특설 대국장을 마련해 공개 해설의 형태로 진행되었다.

## 선수단
(선수는 지명 순으로 나열)
| 팀              | 연고지          | 감독   | 선수                                                |
| --------------- | --------------- | ------ | --------------------------------------------------- |
| 넷마블          | 인천광역시      | 양건   | 이창호 · 김승재 · 송태곤 · 서건우 · 최기훈 · 박지은 |
| 신안 천일염     | 전라남도 신안군 | 이상훈 | 이세돌 · 한상훈 · 이춘규 · 이호범 · 박시열 · 안국현 |
| 영남일보        | 대구광역시      | 최규병 | 김지석 · 박정상 · 강유택 · 유창혁 · 백대현 · 박승현 |
| 충북 & 건국우유 | 충청북도        | 김영환 | 허영호 · 윤준상 · 한웅규 · 조훈현 · 김진우 · 김정현 |
| 티브로드        | 이북 5도        | 서봉수 | 목진석 · 안조영 · 홍민표 · 박승화 · 최명훈 · 김기용 |
| 포스코 켐텍     | 경상북도 포항시 | 이홍열 | 박영훈 · 백홍석 · 이희성 · 윤찬희 · 강창배 · 온소진 |
| 하이트진로      | 서울특별시      | 강훈   | 최철한 · 원성진 · 김형우 · 안성준 · 한종진 · 이원영 |
| 한게임          | 경기도          | 차민수 | 강동윤 · 이영구 · 안형준 · 김주호 · 유재호 · 진시영 |
| KIXX            | 광주광역시      | 양재호 | 박정환 · 홍성지 · 이원도 · 고근태 · 이재웅 · 이태현 |

## 리그 순위
| 순위 | 팀              | 경기 | 승 | 패 | 승수 |
| ---- | --------------- | ---- | -- | -- | ---- |
| 1    | 한게임          | 16   | 12 | 4  | 47   |
| 2    | 충북 & 건국우유 | 16   | 11 | 5  | 43   |
| 3    | 신안 천일염     | 16   | 10 | 6  | 46   |
| 4    | 하이트진로      | 16   | 9  | 7  | 44   |
| 5    | KIXX            | 16   | 9  | 7  | 43   |
| 6    | 티브로드        | 16   | 7  | 9  | 37   |
| 7    | 넷마블          | 16   | 5  | 11 | 35   |
| 8    | 포스코 켐텍     | 16   | 5  | 11 | 31   |
| 9    | 영남일보        | 16   | 4  | 12 | 34   |

## 포스트시즌
| 1            | 신안 천일염     | 3승 2패 - 한게임      |
| 우승         |                 |                       |
| 2            | 한게임          | 2승 3패 - 신안 천일염 |
| 준우승       |                 |                       |
| 3            | 충북 & 건국우유 | 2승 3패 - 신안 천일염 |
| 플레이오프   |                 |                       |
| 4            | 하이트진로      | 1승 3패 - 신안 천일염 |
| 준플레이오프 |                 |                       |